# Domagoj Bradarić
Domagoj Bradarić (ur. 10 grudnia 1999 w Splicie) – chorwacki piłkarz grający na pozycji obrońcy w Hellas Veronie.

## Życiorys
Jest wychowankiem Hajduka Split. W 2018 roku dołączył do jego pierwszego zespołu. W rozgrywkach Prvej hrvatskiej nogometnej ligi zadebiutował 15 września 2018 w wygranym 3:1 meczu z NK Rudeš. 19 lipca 2019 odszedł za 6,5 miliona euro do francuskiego Lille OSC. W Ligue 1 zagrał po raz pierwszy 11 sierpnia 2019 – miało to miejsce w wygranym 2:1 spotkaniu z FC Nantes.
W reprezentacji Chorwacji zadebiutował 7 października 2020 w wygranym 2:1 meczu ze Szwajcarią. W 42. minucie zaliczył asystę przy golu Josipa Brekalo.

## Sukcesy

### Klubowe
Lille OSC
- Mistrzostwo Francji (1x): 2020/2021